# Japan i olympiska vinterspelen 1956
Japan deltog med 10 deltagare vid de olympiska vinterspelen 1956 i Cortina d'Ampezzo. Totalt vann de en silvermedalj.

## Medaljer

### Silver
- Chiharu Igaya - Alpin skidåkning, slalom.